# Культурно-історична комісія ВУАН
Культурно-історична комісія ВУАН (або комісія для дослідження примітивної культури й її пережитків в українському побуті та фольклорі) — науково-дослідна установа в складі Історичної секції ВУАН, що діяла протягом 1924—1934 рр.
Заснована М. Грушевським улітку 1924 р. Разом із Комісією історичної пісенності та Кабінетом примітивної культури при Науково-дослідній кафедрі історії України при ВУАН утворювала Асоціацією культурно-історичного досліду.
Науковим співробітником комісії була К. Грушевська, в роботі брали участь:  В. Денисенко, К. Квітка, Ф. Колесса, В. Кравченко, Ф. Савченко, Л. Шевченко, а також кореспонденти на місцях.
Проводилися історично-культурні дослідження окремих районів України, за допомогою порівняльної етнології вивчалися найстаріші соціальні форми, не освітлені історичними пам'ятками.
Спільно з Асоціацією культурно-історичного досліду комісія видавала протягом 1926—1929 рр. часопис  «Первісне громадянство та його пережитки на Україні», що мав 8 книжок, 12 випусків.
Комісія історичної пісенності та кабінет примітивної культури були приєднані до культурно-історичної комісії ВУАН 1930 р.
Комісія припинила свою діяльність 1934 р.